# Batalion ON „Lwów II”

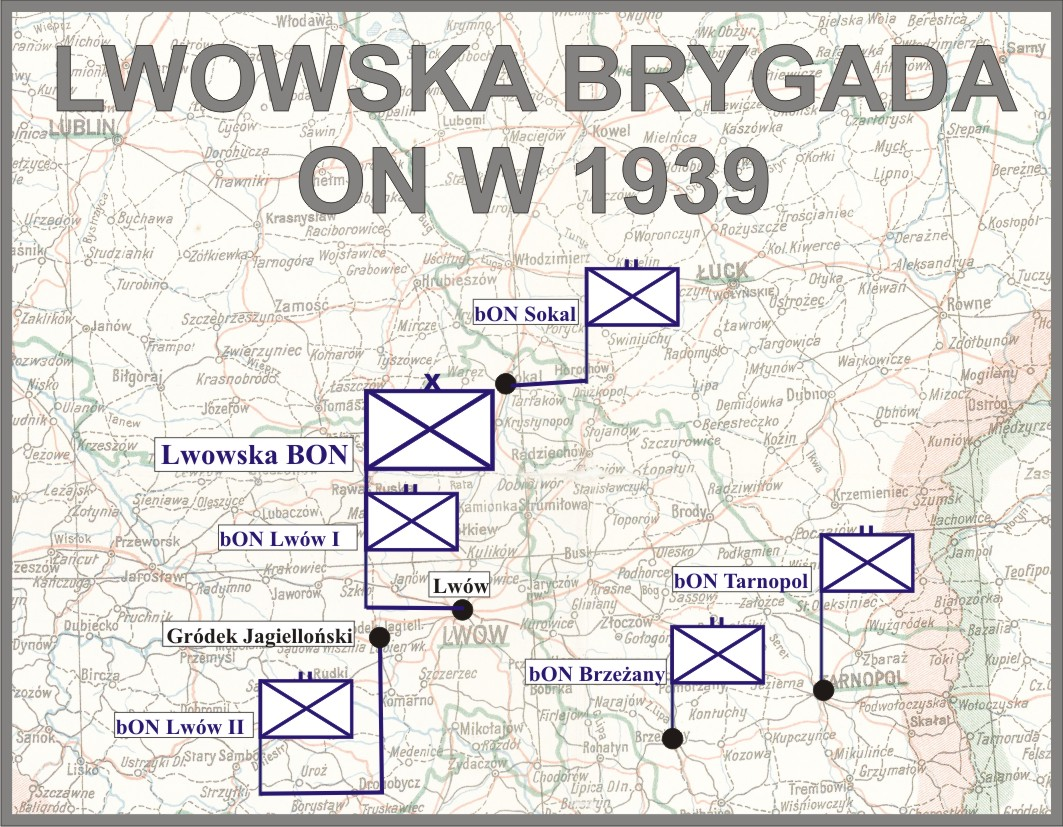
Lwowska Brygada ON

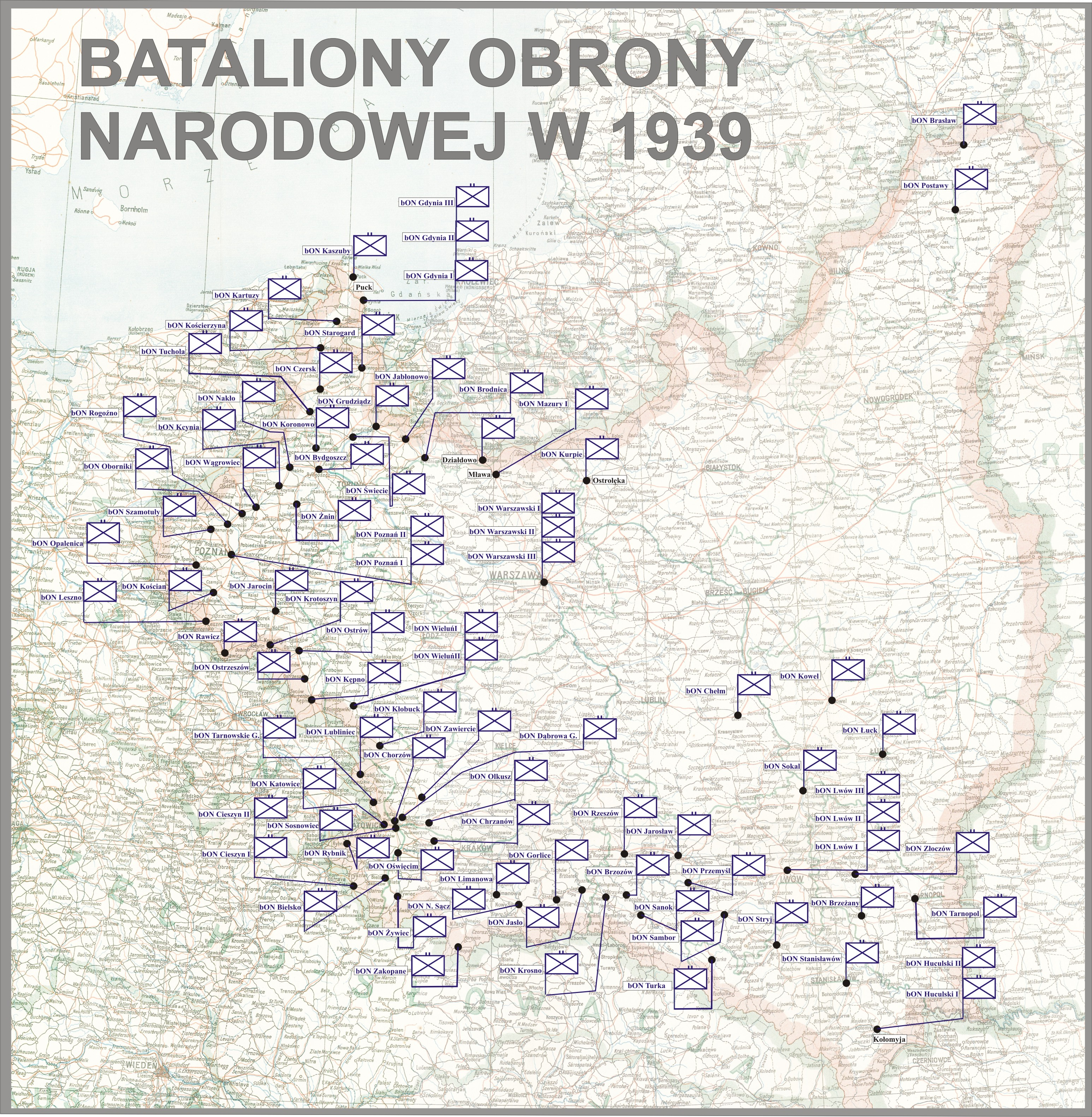
Obrona Narodowa w 1939

II Lwowski Batalion Obrony Narodowej (batalion ON „Lwów II”) – pododdział piechoty Wojska Polskiego II RP.

## Formowanie i zmiany organizacyjne
Jednostka sformowana została w 1937, w składzie Lwowskiej Brygady ON, na podstawie etatu batalionu ON typ I. Dowództwo batalionu i 2 kompania stacjonowało w Gródku Jagiellońskim. 1 kompanię rozlokowano na terenie powiatu lwowskiego (Szczerzec, Dawidów, Nawaria), a 3 kompanię w Bóbrce (dwa plutony w Chodorowie).
Jednostką administracyjną i mobilizującą dla II Lwowskiego batalionu ON był 40 pułk piechoty we Lwowie.
Na podstawie pisma Oddziału I Sztabu Głównego L.333/Tj.38 z kwietnia 1938 Biuro Administracji Armii poleciło Departamentowi Uzbrojenia MSWoj. przydzielenie II Lwowskiemu batalionowi ON 375 sztuk karabinów Berthier z 11250 szt. amunicji do nich, 15 sztuk karabinków wz.1891/98/25, 9 sztuk lkm Bergmann wz.1915 i 4500 sztuk amunicji. Miały go otrzymać pierwsze drużyny każdego plutonu i każdej kompanii. Podczas drugiego przydziału tej broni dla formacji Obrony Narodowej w lipcu-sierpniu 1939 batalion otrzymał następne 135 sztuk karabinów Berthier wraz z 4050 szt. amunicji do nich, 12 sztuk lkm Bergmann wz.1915 wraz z 6000 sztuk amunicji do nich. Do końca nie jest pewne ile batalion otrzymał lkm, ile zdał do napraw lub ze względu na zużycie, przed rozpoczęciem działań wojennych.

## Działania batalionu we wrześniu 1939
W kampanii wrześniowej 1939 roku walczył w składzie Grupy „Stryj”. 11 września batalion przybył z Bóbrki w okolice Stryja. 16 września dowódca grupy, gen. bryg. Stefan Jacek Dembiński włączył batalion w skład pułku „Szeląg”.

## Obsada personalna
Obsada personalna batalionu w marcu 1939
- dowódca batalionu – mjr piech. Józef Walenty Smagowicz[b].
- dowódca 1 kompanii ON „Lwów” – kpt adm. (piech.) Teodor Orest Antonowicz[c]
- dowódca 2 kompanii ON „Gródek” – kpt. adm. (piech.) Stanisław Jankowski[d]
- dowódca 3 kompanii ON „Bóbrka” – kpt. kontr. piech. Edmund Wiktor Wolszlegier[e]

Obsada personalna we wrześniu 1939
- dowódca batalionu – mjr Kazimierz Andrzejewski[14]
- dowódca 1 kompanii ON – kpt. piech. st. sp. Tadeusz Stawski[f]
- dowódca 2 kompanii ON „Gródek Jagielloński” – kpt. adm. (piech.) Stanisław Jankowski
- dowódca 3 kompanii ON „Bóbrka” – kpt. kontr. piech. Edmund Wiktor Wolszlegier
- por. piech. rez. Piotr Dwornik[20][21]